# Moterų A lyga
La Moterų A lyga è la massima serie del campionato lituano femminile di calcio ed è posto sotto l'egida della Federazione calcistica della Lituania (Lietuvos futbolo federacija - LFF). La prima stagione fu disputata nel 1994 e attualmente partecipano sei squadre. Ha cadenza annuale, con inizio approssimativamente ad aprile e termine a ottobre. Il Gintra, già Gintra Universitetas, è la squadra che ha vinto il maggior numero di campionati (22). Per la stagione 2019 la Moterų A lyga è il diciottesimo campionato di calcio femminile in Europa secondo il ranking stilato dalla UEFA.

## Formato
La Moterų A lyga è composta di sei squadre che si affrontano a turno nel girone di andata (orientativamente disputato tra giugno e luglio) e nel girone di ritorno (tra agosto e settembre). Per ogni partita, vengono assegnati tre punti alla squadra vincente e zero a quella perdente; in caso di pareggio, i punti attribuiti sono uno a testa.
Alla fine della stagione, la squadra che ha ottenuto più punti vince lo scudetto, titolo che indica la squadra campione di Lituania, e accede di diritto alla UEFA Women's Champions League. Retrocede in I lyga l'ultima squadra classificata.

## Le squadre

### Organico
Alla stagione 2021 partecipano le seguenti sei squadre:
- Gintra Universitetas (Šiauliai)
- Kauno Žalgiris (Kaunas)
- Banga (Gargždai)
- Utenos Utenis (Utena) (dal 2019)
- FK Vilnius (Vilnius) (dal 2021)
- MFA Žalgiris-MRU (Vilnius) (dal 2020)

## Albo d'oro
- 1994  Olimpija-Centras Kaunas
- 1994-1995  Politechnika Kaunas
- 1995-1996  Vilnius FM
- 1996-1997  Gabija-Politechnika Kaunas
- 1997-1998  Kristina Vilnius
- 1998-1999  Politechnika-Sika Kaunas
- 1999  Gintra Šiauliai
- 2000  Gintra Šiauliai
- 2001  Šventupė Ukmergė
- 2002  TexTilitė Ukmergė
- 2003  Gintra Universitetas
- 2004  TexTilitė Ukmergė
- 2005  Gintra Universitetas
- 2006  Gintra Universitetas
- 2007  Gintra Universitetas
- 2008  Gintra Universitetas
- 2009  Gintra Universitetas

- 2010  Gintra Universitetas
- 2011  Gintra Universitetas
- 2012  Gintra Universitetas
- 2013  Gintra Universitetas
- 2014  Gintra Universitetas
- 2015  Gintra Universitetas
- 2016  Gintra Universitetas
- 2017  Gintra Universitetas
- 2018  Gintra Universitetas
- 2019  Gintra Universitetas
- 2020  Gintra Universitetas
- 2021  Gintra
- 2022  Gintra
- 2023  Gintra
- 2024  Gintra

## Statistiche

### Titoli per squadra
| Squadra | Titoli | Anni |
| ------- | ------ | --- |
| Gintra  | 23     | 1999, 2000, 2003, 2005, 2006, 2007, 2008, 2009, 2010, 2011, 2012, 2013, 2014, 2015, 2016, 2017, 2018, 2019, 2020, 2021, 2022, 2023, 2024 |